# Hans Schlumpf (Sammler)

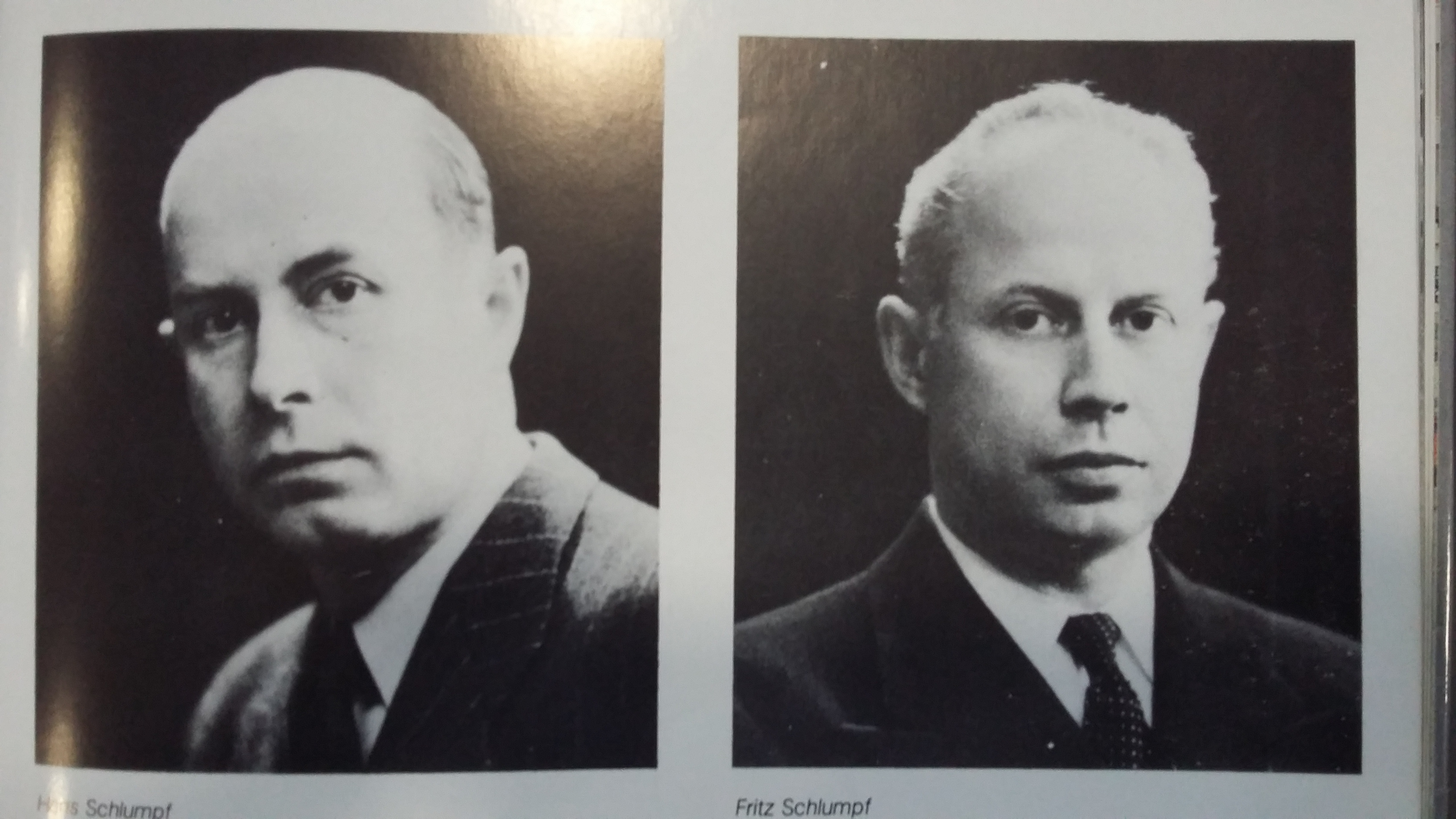
Hans Schlumpf (links)

Giovanni «Hans» Carlo Viterio Schlumpf (* 21. Februar 1904 in Omegna bei Mailand; † 1. Januar 1989 in Basel) war ein Schweizer Textilproduzent und Automobilsammler aus Mülhausen im Elsass.
Schlumpf war der Sohn des Textilingenieurs Carl Schlumpf und dessen Ehefrau Jeanne Becker. Der Textilproduzent Fritz Schlumpf war sein Bruder. 1908 zog die Familie um nach Mülhausen. Schlumpf lebte dort bis zur Flucht der Brüder ins Schweizer Exil im Jahre 1977.

## Automobilsammlung
Die Gebrüder Fritz und Hans Schlumpf trugen zwischen 1945 und 1977 eine große Sammlung klassischer Automobile zusammen, darunter auch 87 Fahrzeuge der Marke Bugatti. Zur Finanzierung dieses Hobbys belasteten sie ihr Unternehmen derart, dass dieses 1977 zahlungsunfähig wurde – über 2000 Beschäftigte wurden arbeitslos. Die bis dahin der Öffentlichkeit nicht bekannte Automobilsammlung wurde bei Ausschreitungen während eines Streiks von den ehemaligen Arbeitern des Textilwerkes entdeckt.
Mit dem Erlös aus dem Verkauf der Fahrzeuge hätten die Forderungen der Gläubiger bedient werden können. Die Sammlung wurde aber – vor allem durch die Intervention der französischen Regierung (Staatspräsident war damals Valéry Giscard d’Estaing) – in ihrer Gesamtheit erhalten.
Die ehemaligen Werkhallen der Textilfabrik mit einer Fläche von über 25.000 m², davon 17.000 m² in einer großen Halle, beherbergen heute das Nationalmuseum Cité de l’Automobile – Collection Schlumpf. Mit über 500 überwiegend sehr alten und erlesenen Oldtimern ist es die größte Oldtimersammlung Frankreichs und eine der bedeutendsten weltweit.